# Podczerwone
Podczerwone ist ein Dorf der Gemeinde Czarny Dunajec im Powiat Nowotarski der Woiwodschaft Kleinpolen in Polen in der Region Podhale. Das Dorf liegt an der Woiwodschaftsstraße 958. Das Dorf liegt zwischen dem Gebirgszug Pogórze Gubałowskie und der Talsenke Kotlina Nowotarska ungefähr fünfzehn Kilometer nordwestlich von Zakopane und zwei Kilometer südlich von Czarny Dunajec. Durch den Ort fließt der Gebirgsfluss Czarny Dunajec. Bis 1981 wurde der Bahnhof als Endpunkt der Strecke von Zakopane, die bis 1939 weiter in die Tschechoslowakei verlief, vom Personenverkehr bedient. Heute verläuft ein Radweg entlang den abgebauten Gleisen.

## Sehenswürdigkeiten
Podczerwone wurde 1605 angelegt. Der Ortsname lässt sich als Unterrot übersetzen. Im Ort befindet sich eine moderne Marienkirche. Am 29. November 1943 pazifizierten deutsche Truppen den Ort, da sich in ihm Widerstandskämpfer versteckten.

## Tourismus
Es geht in Podczerwone ruhiger zu als in den benachbarten Skiorten Zakopane oder Kościelisko. Die touristische Infrastruktur wird ausgebaut. 

## Galerie

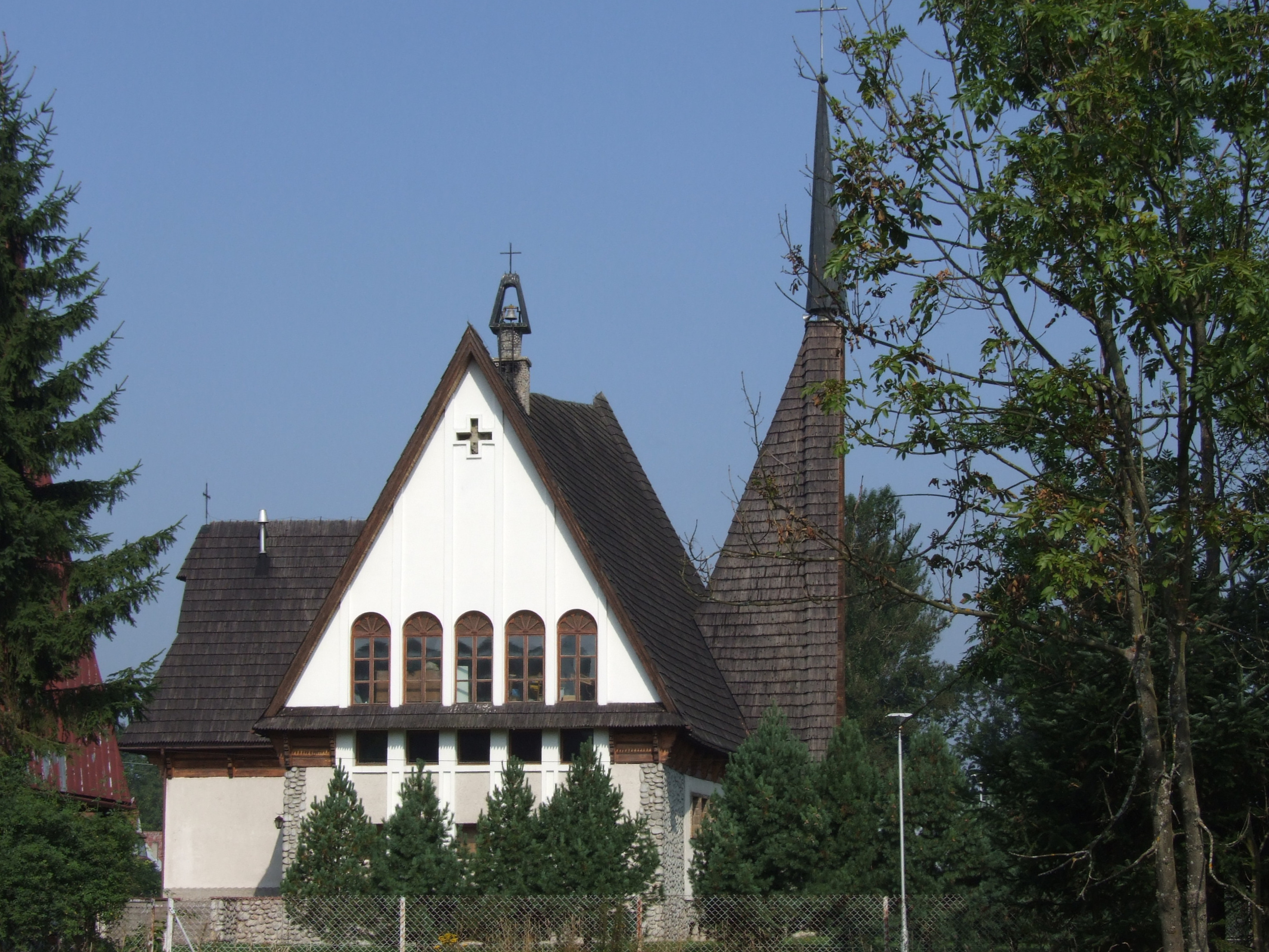
Marienkirche
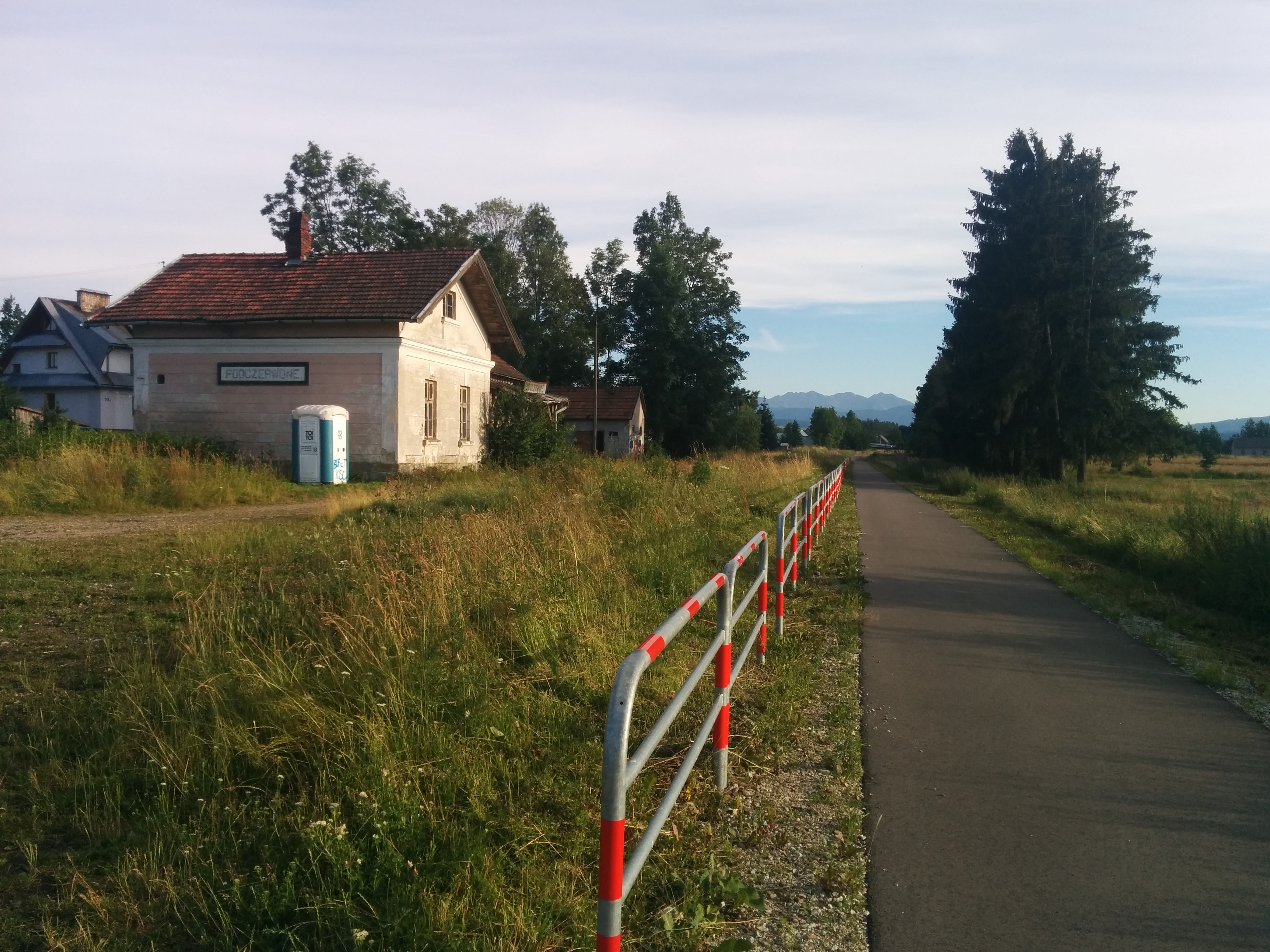
Ehemaliger Bahnhof, neuer Radweg
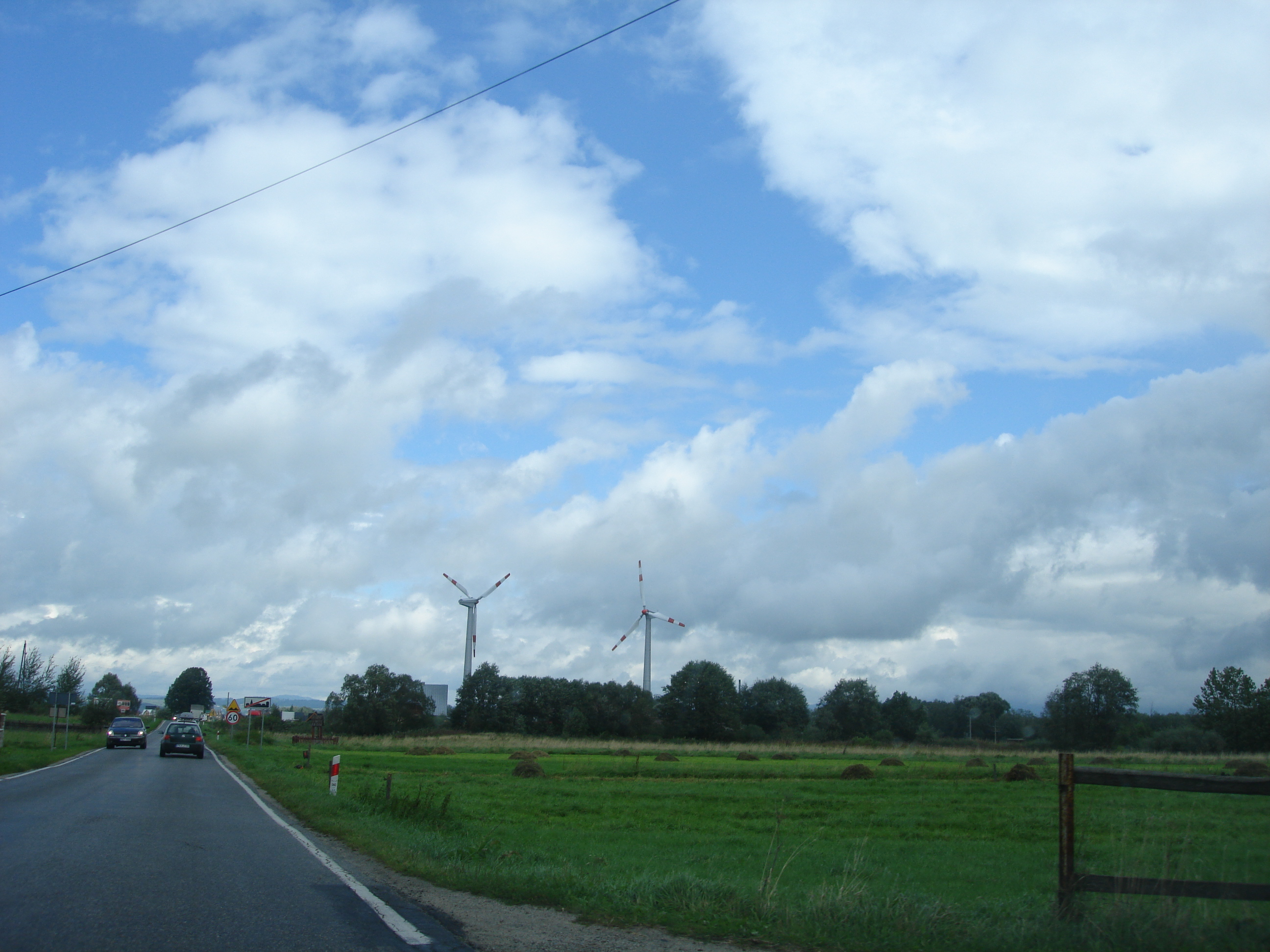
Verbindungsstraße

## Einzelnachweis
1. ↑  Ryszard Stankiewicz und Marcin Stiasny: Atlas Linii Kolejowych Polski 2014. Eurosprinter, Rybnik 2014, ISBN 978-83-63652-12-8